# لووکووتس
لووکووتس (به چکی: Loukovec) یک منطقهٔ مسکونی در جمهوری چک است که در ناحیه ملادا بولسلاو واقع شده‌است. لووکووتس ۲٫۸۶ کیلومتر مربع مساحت و ۲۷۳ نفر جمعیت دارد و ۲۶۷ متر بالاتر از سطح دریا واقع شده‌است.